# Майское (Славский район)
Майское — посёлок в Славском районе Калининградской области. Входит в состав Славского городского поселения.

## Население
| 2002 | 2010 |
| ---- | ---- |
| 216  | ↘205 |

## История
Населенный пункт Нойзорге в 1946 году был переименован в поселок Майское.